# Biedermeier (boeket)

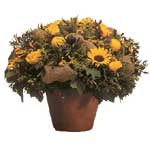
Voorbeeld van een Biedermeierboeket

De Biedermeier is een ronde bloemrijke bloemschikking, gemaakt in een schaal of een vaas. De Biedermeier wordt gemaakt van kortstelige ronde bloemen die samen een compacte halve bol vormen. Het karakter van de afzonderlijke bloem wordt hierdoor gereduceerd tot kleurvlek. De Biedermeier kan gemengd opgemaakt worden. Andere mogelijkheden zijn gegroepeerd, in ringen en in spiralen. Het Biedermeier boeket is vaak een rond, kortgebonden boeket, korenschooftechniek in een halve bolvorm. Het is eigenlijk gewoon een bolletje, dus met allemaal gelijke lengten bloemen en blad.
In de media komt de Biedermeier weinig ter sprake. Uitzondering is de uitgebreide sketch "Bloemschikken of de Helm" van Bert Visscher in zijn solo show Fijne Nuances (1994). Hij begint daarin met een hamer in te slaan op een aantal bloemen die hij in een bakje heeft gepropt. Zijn commentaar: "U ziet, het wordt een Biedermeiertje. Het komt nog heel precies."